# Dimetilmalato deidrogenasi
La dimetilmalato deidrogenasi è un enzima appartenente alla classe delle ossidoreduttasi, che catalizza la seguente reazione:
(R)-3,3-dimetilmalato + NAD+ ⇄ 3-metil-2-ossobutanoato + CO2 + NADH
Per il funzionamento, l'enzima richiede K+ o Co2+ o NH4+ e Mn2+. L'enzima è in grado di agire anche su (R)-malato.